# Dusolina Giannini
Dusolina Giannini est une soprano américaine née d'un père italien le 19 décembre 1902 à Philadelphie (États-Unis), et décédée le 29 juin 1986 à Zurich (Suisse). Elle jouait essentiellement le répertoire d'opéra italien.

## Biographie
Née à Philadelphie dans une famille de musiciens, Dusolina Giannini était la fille du ténor l'italien Ferruccio Giannini (1868-1948), arrivé aux États-Unis en 1885, et avec qui elle a d'abord étudié, avant de prendre des leçons avec la soprano Marcella Sembrich à New York. Elle se produit pour la première fois en 1923, à New York, puis se rend en Angleterre. Elle fait également ses débuts sur scène à Hambourg, dans Aida et Santuzza, puis à Berlin, Vienne et de nouveau Londres. Elle chante lors du festival de Salzbourg en 1934, jouant Donna Anna dans Don Giovanni et Alice Ford dans Falstaff. Elle se produit pour la première fois à l'opéra Garnier de Paris en 1936, dans le rôle de Donna Anna. En 1938, elle crée, à Hambourg, le rôle de Hester Prynne dans The Scarlet Letter, un opéra de son frère Vittorio Giannini (1903-1966).
Elle chante au Metropolitan Opera entre 1935 à 1942, à l'opéra lyrique de Chicago entre 1938 et 1942 puis au San Francisco Opera entre 1939 et 1943. Elle a également participé à la première saison du New York City Opera en 1943, dans Tosca. Après la guerre, elle peut à nouveau apparaître à Paris, Londres, Berlin et Vienne, puis se tourne vers l'enseignement, exerçant à Zurich. Elle décède à Zurich, âgée de 83 ans.
Sa sœur, Eufemia Giannini-Grégoire, était une professeur de chant respectée au Curtis Institute of Music de Philadelphie et a enseigné à Frank Guarrera et Anna Moffo.

## Voix
La voix de Dusolina Giannini était celle d'une vraie soprano dramatique, soutenue par un fort tempérament et une musicalité fine. Elle peut être entendue sur un enregistrement complet de Aida effectué en 1928, face à Aureliano Pertile.

## Discographie
- Great Voices of the Century in Recorded Rarities II (SCSH 008, SanCtuS Recordings)